# Dierna
Dierna là một chi bướm đêm thuộc họ Erebidae.